# هيديو سوزوكي
هيديو سوزوكي (باليابانية: 鈴木 秀生) (مواليد 12 مايو 1975)، هو لاعب كرة قدم سابق كان يلعب كمدافع.